# Ferry de Clugny
Ferry de Clugny (Autun, c. 1430 - Roma, 7 de octubre de 1483) fue un eclesiástico y diplomático borgoñón. 

## Biografía
Nacido en la familia de los marqueses de Monthelon y Raigny, fue el segundo de los cinco hijos de Henri de Clugny, que fue señor de Conforgien y de Joursenvault y consejero del duque de Borgoña Juan Sin Miedo.  Algunos autores mencionan a su madre como Pernette Coulot o Pierrette Coullot, otros como Françoise de Messey.
Doctorado in utroque iure en la Universidad de Bolonia y asistente a las de Padua y Ferrara, a su regreso a Borgoña fue consejero y maestro de súplicas en la corte de Felipe el Bueno y en la de su sucesor Carlos el Temerario, para quienes desempeñó varias embajadas en Italia, Inglaterra, Francia y el Sacro Imperio: en 1456 en Roma ante Calixto III, en 1459 ante Pío II en el Concilio de Mantua, en 1465 ante el rey Luis XI de Francia en Melun, en 1468 en la negociación del Tratado de Péronne y en 1475 en la del Tratado de Senlis.
Protonotario apostólico, canónigo de varias iglesias y abad comendatario de varios monasterios en Borgoña, Paulo II le creó cardenal in pectore en 1471 junto con János Vitéz, Pietro Foscari y Giovanni Battista Savelli, pero el papa murió sin haber hecho público el nombramiento, y los recién creados no fueron admitidos en el cónclave de ese mismo año por la oposición de Latino Orsini.  Desde 1473 fue canciller de la Orden del Toisón de Oro y obispo de Tournai.
Sixto IV le concedió el cardenalato in absentia en el consistorio del 15 de mayo de 1480, otorgándole el título de San Vital, que dos años después cambió por el de Santa María in Domnica.
Muerto en Roma en 1483, fue sepultado en la Basílica de Santa María del Popolo.